# Homayoun Shayarián
Homayoun Shayarián (en persa: همایون شجریان‎; Teherán, 20 de mayo de 1975) es un músico, cantante y compositor iraní, de música tradicional y fusión.

## Biografía
Shajarian nació en Teherán, hijo de Mohammad Reza Shayarián, un gran maestro vocalista de música tradicional persa. A temprana edad, comenzó a estudiar el tombak, un tambor de mano persa, y el Aváz, vocal tradicional del mismo origen.
Estudio en el conservatorio de música de la Universidad de Teherán. Instruido por Ardeshir Kamkar, eligió el kamanché como principal instrumento de estudio. En 1991 acompañó a su padre en conciertos de Ava Music Ensemble en Estados Unidos, Europa e Irán, tocando el tombak, y a partir de 1999 empezó a acompañar a su padre también como vocalista.
Su primer trabajo independiente, Nassim-e Vasl, compuesto por Mohammad Javad Zarrabian, fue lanzado el 21 de mayo de 2003, cuando cumplió 28 años. Realizó un concierto en vivo el 24 de mayo de 2020 durante la pandemia de coronavirus. Su canción más reciente, Souvashoun, fue lanzada en 2021.